# Pilot (pomme)
 (septembre 2011).
Si vous disposez d'ouvrages ou d'articles de référence ou si vous connaissez des sites web de qualité traitant du thème abordé ici, merci de compléter l'article en donnant les références utiles à sa vérifiabilité et en les liant à la section « Notes et références ».

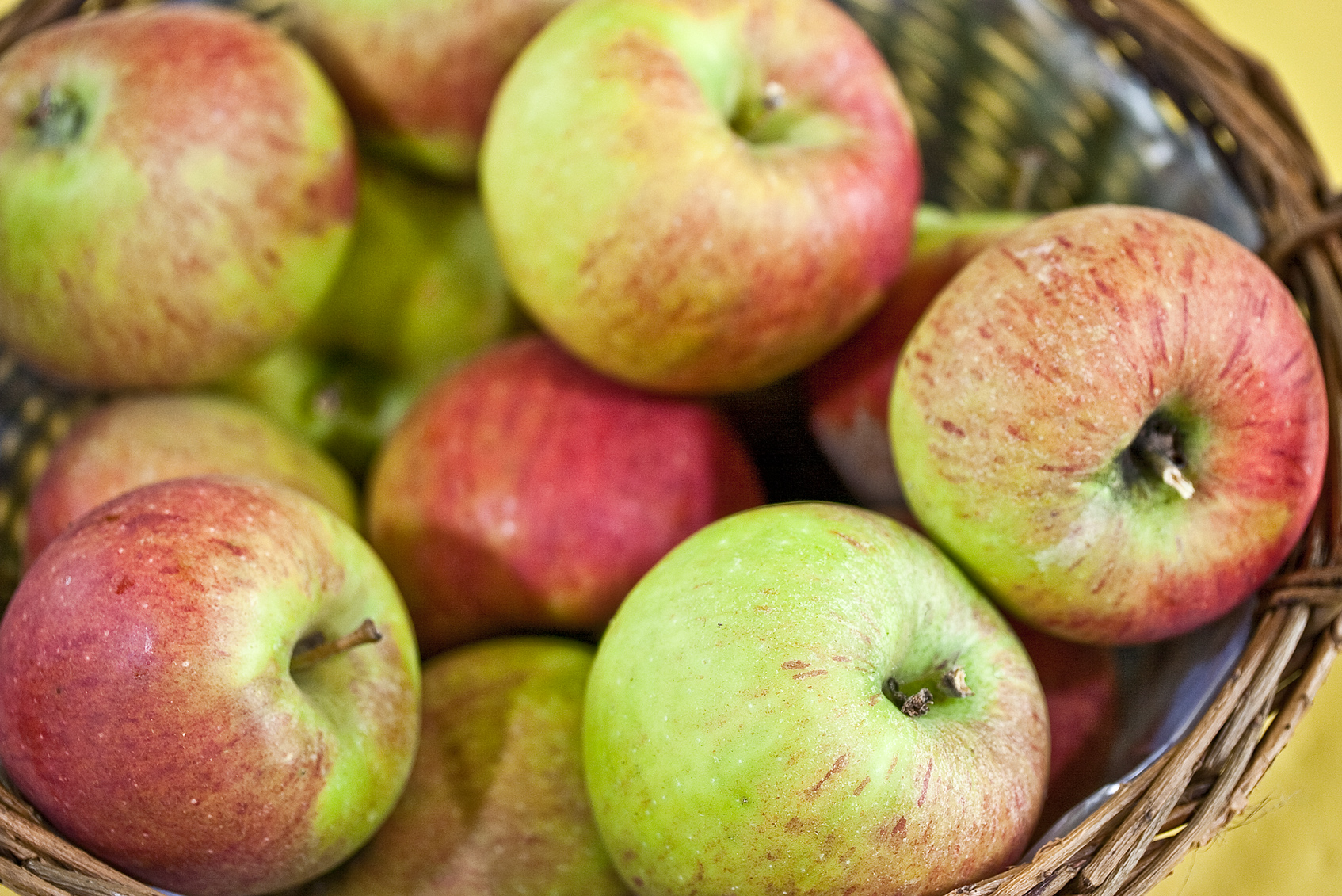
Pommes Pilot

Pilot est le nom d'un cultivar de pommier domestique.

## Description

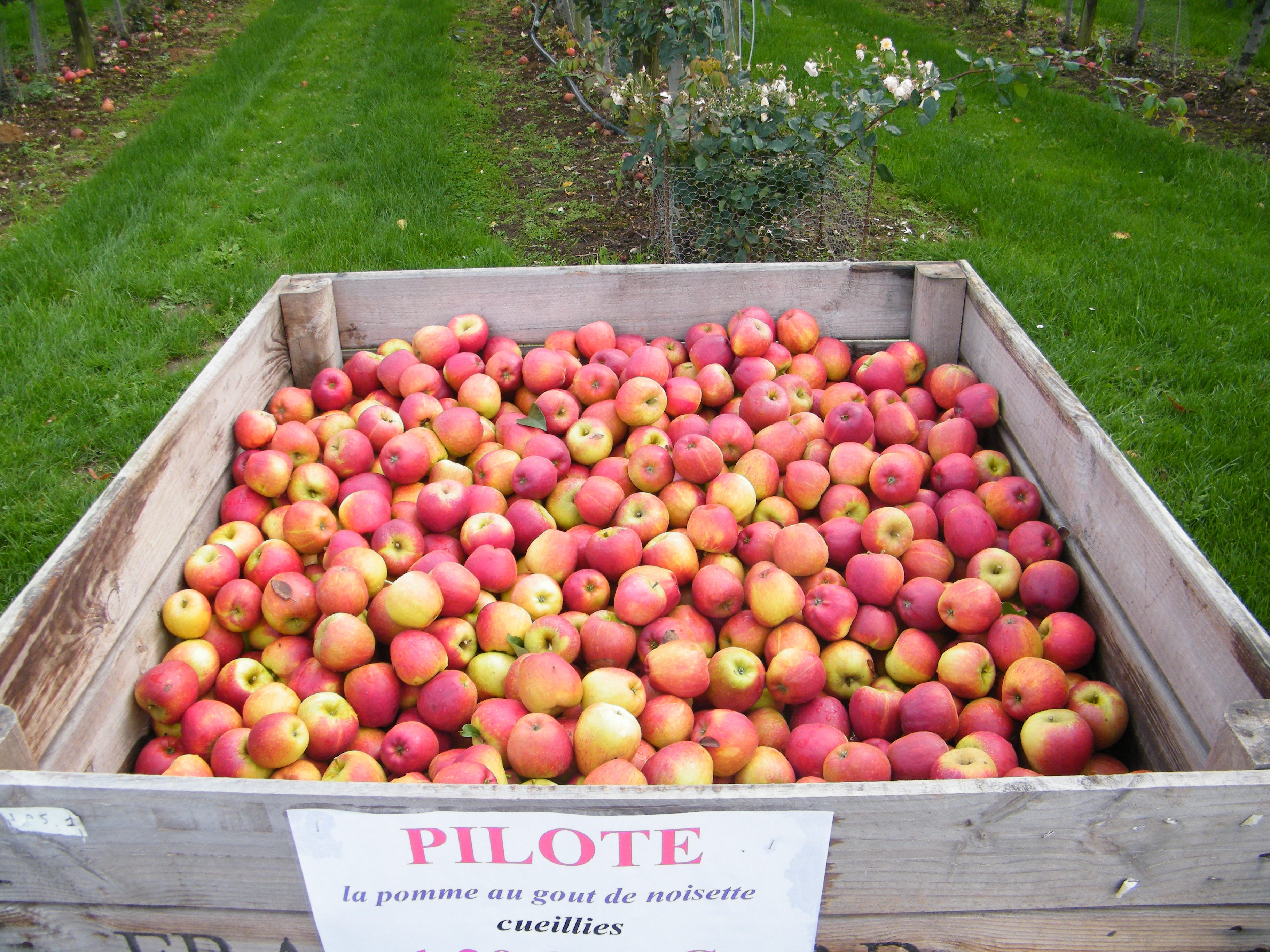
Pommes Pilot(e) à la vente au verger.

D'un calibre moyen, la pomme est très bonne à cuire ou à croquer.
Son épicarpe (épiderme externe) est rouge et jaune à maturité.
Sa chair est croquante ; sa saveur acidulée et parfumée rappelle la variété "Reine des reinettes". C'est une pomme de mi-saison, assez ferme.

## Origine
Cette variété de pomme a été obtenue en Allemagne en 1980 par l'institut de recherches en arboriculture de Dresde-Pillnitz.
Les éditeurs en sont Davodeau Ligonnière et Starfruit.

## Parenté
La variété a été obtenue par croisement de Clivia × Undine.

## Pollinisation
Variétés pollinisatrices : Pinova, Elstar, Remo, Crimson Crisp Coop 39, Opal UEB32642.

## Culture
- Pilot(e) n'est pas une variété génétiquement résistante à la tavelure du pommier mais y a toutefois une faible susceptibilité. La Pilot est intéressante en culture bio par sa résistance aux maladies[2].

- Petite sensibilité à l'oïdium.

- Variété retenue pour sa rusticité globale.

- Conservation : bonne.